# Бузинник
Бузинник — десерт, який готують наприкінці серпня-на початку вересня зі стиглої бузини. 
У 2022 році десертна страва з бузини, традиції приготування та споживання в селах Плешкані, Коврай, Коврай Другий, Гельмязів Черкаської області внесено до Національного переліку нематеріальної культурної спадщини.
Для приготування бузинника у селі Михайлівка беруть достиглі ягоди бузини чорної, а також плоди сливи, заливають холодною водою, доводять до кипіння і варять доки сливи стануть м'якими. Додають цукор за смаком. В окремому посуді розводять з невеликою кількістю води крохмаль та борошно. Суміш вливають до страви й доводять до кипіння. 
Готову страву можна вживати як гарячою, так і холодною. Їдять окремо або намацують на хліб.